# Ахмед Баба
Ахме́д Баба́ аль-Тімбукті́ (араб. أحمد بابا التمبكتي, повне ім’я Абу аль-Аббас Ахмад ібн Ахмад ібн Ахмад ібн Умар ібн Мухаммад Акіт аль-Такрурі Аль-Массуфі ат-Тімбукті (556 – 1627 рр. н. е., 963 – 1036 рр. Х.) — берберський (плем'я санхаджа) письменник, учений і політичний діяч, визначна фігура свого часу в Західному Судані; плідний автор (його перу належить понад 40 книг); яскравий представник літературної спадщини історичної Сонгайської держави, та Марокко, а також сучасного Малі.

## З життєпису
Ахмед Баба народився 26 жовтня 1556 року в Арауані в родині Акіт берберів-санхаджа.
Переїхав до Тімбукту в ранньому дитинстві, де навчався у свого батька, Ахмада ібн аль-Хаджа Ахмада ібн 'Умара ібн Мухаммада Акіта  та вченого Мохаммеда Багайого. 
Відомостей (інших записів) про його діяльність до 1594 року немає, коли він був депортований до Марокко через звинувачення в заколоті, після марокканського вторгнення в Сонгайську державу, де він залишався у Фесі до смерті Ахмада аль-Мансура. Його наступник Зідан Ан-Насер дозволив усім вигнанцям повернутися до своєї країни.
Відтак, Ахмед Баба повернувся до Тімбукту 22 квітня 1608 року.

## Ідеї та спадщина
Багато праць, які уславили Ахмеда Бабу, він написав під час свого перебування в Марокко, включно з біографією Мухаммада Абд аль-Каріма аль-Магілі, вченого та юриста, відповідального за більшість традиційних релігійних законів вказаного регіону. Біографічні нотатки були перекладені М. А. Шербоно (M.A. Cherbonneau) в 1855 році і сталм одним з основних текстів для вивчення правової історії Західного Судану. 
Ахмед Баба доклав зусиль, щоб покінчити з расовим рабством і критикував укорінену у тогочасному ісламі тотожність чорних африканців і рабів, зокрема критикуючи деяких мусульман, які прийняли розповідь про прокляття Хама, знайдену в книзі Буття.
Однак Ахмед Баба не був прихильником припинення работоргівлі в цілому. Натомість, написавши «Мірадж аль-Сууд іла найл хукм муджаллаб аль-Суд», він прагнув лише реформувати транссахарську работоргівлю з метою перешкодити мусульманам поневолювати інших мусульман. За словами Вільяма Філіпса (William Phillips), аль-Тімбукті, по суті, виступав за релігійне рабство замість расового рабства, при цьому мусульмани будь-якої етнічної приналежності були б захищені від рабства.
Стосовно поневолення африканців у 1615 році Ахмед Баба обговорював законні причини того, як і чому можна стати рабом. Рушійною силою, головним чином релігійною та етнічною, було те, що якщо хтось походив із країни з мусульманським урядом або ототожнював себе з певними мусульманськими етнічними групами, то він не міг бути рабом. Він стверджував, що якщо людина була невіруючою чи кафіром, то це є єдиним чинником для її поневолення, поряд з тим, що це «воля Бога».
У творі «Ахмед Баба та етика рабства» він стверджує, що його переконання підживлювали думку про те, що ті, хто ідентифікував себе як мусульмани, більше не повинні бути поневоленими, але кожен, хто був чужинцем (або невіруючим), буде тоді поневолений мусульманами. Це були не просто переконання, це були правила, дані Богом Всевишнім, який знає найкраще. Навіть у випадку, якщо люди країни були віруючими, але їхня віра була поверхневою, тоді цих людей все одно можна було поневолити без жодних питань. За словами Ахмеда Баби, було відомо, що люди Кумбе [імперії Гана] були поверхневими у своїх переконаннях. Далі він використовує аналогію, що коли одна країна завойована і в ній є невіруючі, тоді ці люди можуть бути поневолені як частина його позиції щодо будь-якої іншої сторонньої релігії, окрім ісламу. З точки зору Ахмеда Баби, якщо хтось навернувся в іслам і колись був «невіруючим» перед тим, як потрапити в рабство, то ця особа все ще матиме титул раба. Невіруючим класифікували будь-кого, хто був християнином, євреєм тощо, однак Ахмед Баба стверджує, що немає відмінностей між невіруючими незалежно від їхніх різних релігійних переконань християнства, персів, євреїв тощо.
Твори Ахмада Баби, що збереглися, залишаються найкращими джерелами для вивчення аль-Магілі та покоління, яке прийшло йому на зміну. Ахмад Баба вважався муджадідом (відроджувачем релігії) століття.
На його честь названа єдина публічна бібліотека в Тімбукту, де зберігається понад 18 000 рукописів, — Інститут Ахмеда Баби.